# Camponotus nigricans
Camponotus nigricans är en myrart som beskrevs av Julius Roger 1863. Camponotus nigricans ingår i släktet hästmyror, och familjen myror.

## Underarter
Arten delas in i följande underarter:
- C. n. enganensis
- C. n. nigricans
- C. n. pantiensis